# Río Blanco (Texas)

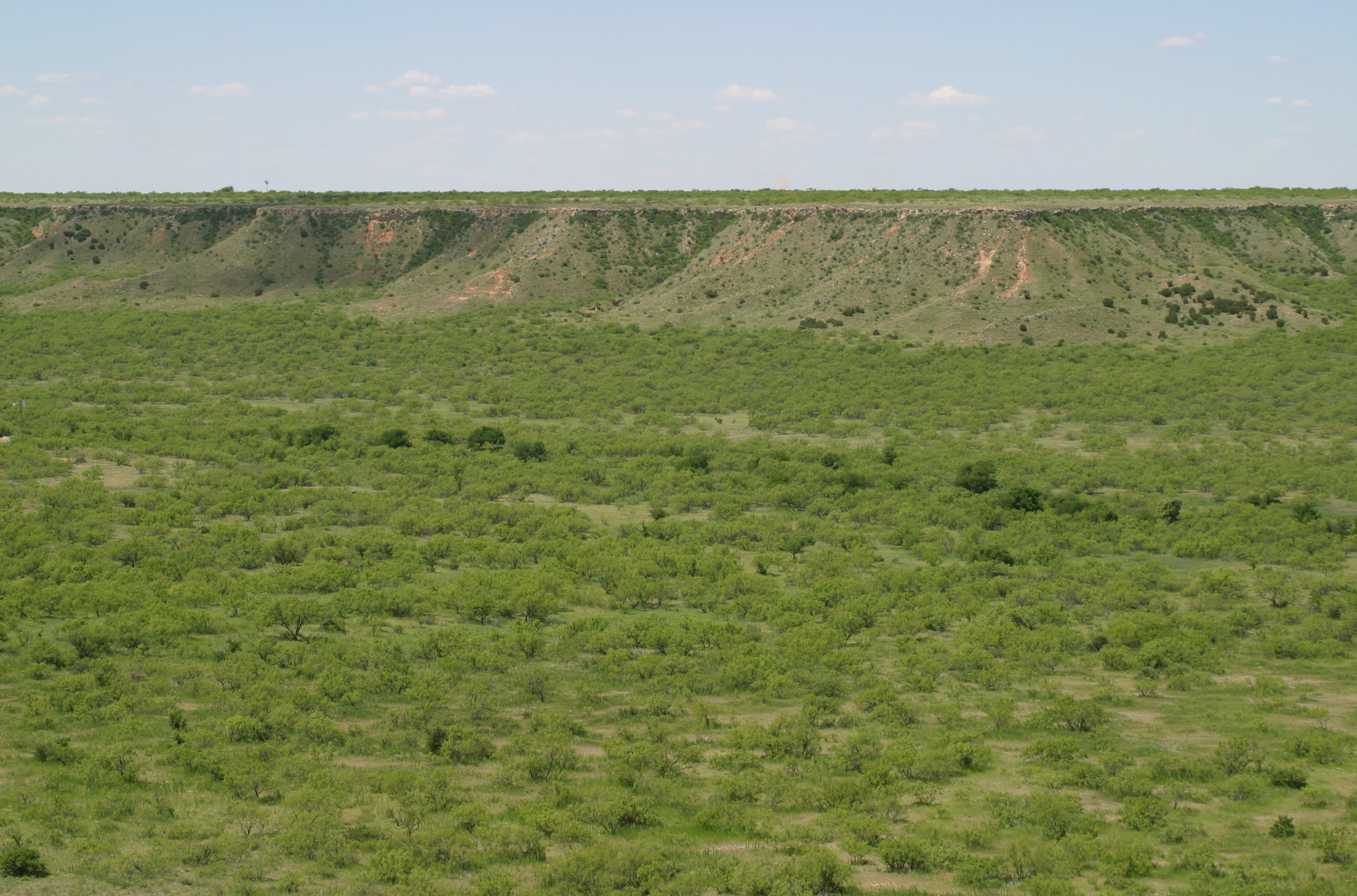
Vista del Cañón Blanco a fines de la primavera de 2009.

El río Blanco es un río intermitente de las planicies del sur de Texas y un tributario del río de los Brazos de Dios en los Estados Unidos de América. Nace a unos 13 km de Floydada en el suroeste del condado de Floyd en la confluencia de la rambla de Callahan y la de Runningwater. Desde aquí, se dirige hacia el sureste durante 100 km hasta su desembocadura en el tributario Salado del río de los Brazos de Dios en el noroeste del condado de Kent.  El río blanco tiene una cuenda de 4 377 km².
El río recorre del cañón Blanco el cual excavó a medida que desciende hacia el Llano Estacado. 

## Toponimia
El río fue descubierto por los españoles y comerciantes del este de Nuevo México mucho antes de que lleagaron los primeros inmigrantes ingleses. El término español Blanco lo comparte con el cañón excavado por el río.